# L-galaktoza 1-dehidrogenaza
-galaktoza 1-dehidrogenaza (EC 1.1.1.316, L-GalDH, L-galaktozna dehidrogenaza) je enzim sa sistematskim imenom L-galaktoza:NAD+ 1-oksidoreduktaza. Ovaj enzim katalizuje sledeću hemijsku reakciju
-galaktoza + NAD+ {\displaystyle \rightleftharpoons } -galakto-1,4-lakton + NADH + H+
Ovaj enzim katalizuje korak u askorbatnoj biosintezi kod viših biljki (Smirnof-Vilerov put). Njegova aktivnost sa NADP+ je manje od 10% njegove aktivnosti sa NAD+.

## Literatura
- Nicholas C. Price; Lewis Stevens (1999). Fundamentals of Enzymology: The Cell and Molecular Biology of Catalytic Proteins (Third изд.). USA: Oxford University Press. ISBN 019850229X.
- Eric J. Toone (2006). Advances in Enzymology and Related Areas of Molecular Biology, Protein Evolution (Volume 75 изд.). Wiley-Interscience. ISBN 0471205036.
- Branden C; Tooze J. Introduction to Protein Structure. New York, NY: Garland Publishing. ISBN 0-8153-2305-0.
- Irwin H. Segel. Enzyme Kinetics: Behavior and Analysis of Rapid Equilibrium and Steady-State Enzyme Systems (Book 44 изд.). Wiley Classics Library. ISBN 0471303097.

## Spoljašnje veze
- L-galactose+1-dehydrogenase на 